# Miturga lineata
Miturga lineata is een spinnensoort in de taxonomische indeling van de spoorspinnen (Miturgidae).
Het dier behoort tot het geslacht Miturga. De wetenschappelijke naam van de soort werd voor het eerst geldig gepubliceerd in 1870 door Tord Tamerlan Teodor Thorell.